# I Predict a Riot
I Predict a Riot è il secondo singolo pubblicato dalla band inglese Kaiser Chiefs il 1º novembre 2004, tratto dal loro album d'esordio Employment. È stato ripubblicato il 22 agosto 2005 insieme alla canzone "Sink That Ship" come b-side.

## La canzone
La canzone rappresenta una serata movimentata nella loro città natale, Leeds, che ha visto come protagonisti i membri della band, ormai sciolta, dei Black Wire: probabilmente è la più nota canzone del gruppo. Insieme a Everyday I Love You Less and Less e Oh My God, è stata eseguita dalla band all'apertura del Live 8 a Filadelfia.
Sia I Predict a Riot che Sink that Ship fanno parte del soundtrack nel videogioco Gran Turismo 4. I Predict a Riot è presente in Guitar Hero 3: Legends of Rock come contenuto scaricabile insieme a Ruby, presente sin dall'inizio.

## Cover
I McFly e Bedouin Soundclash hanno suonato una cover della canzone su BBC Radio 1. Esistono inoltre delle versioni più particolari, tipo quella corale del coro femminile The Cheshire Chord e quella salsa (Predigo un alboroto) del The Swanvesta Social Club. La canzone è stata inoltre eseguita dalle Girls Aloud nel 2006, nel loro Chemistry arena tour. Inoltre i The Bonzo Dog Doo-Dah Band l'hanno inclusa nel loro reunion album del 2007 Pour l'Amour des Chiens. Nel 2011 gli irlandesi Westlife, un gruppo pop, l'hanno eseguita nell'ambito del loro Gravity Tour. E' un anthem dei tifosi del Leeds United che la cantano nei momenti di celebrazione delle vittorie.

## Accoglienza della critica
La canzone viene suonata in molti club del Regno Unito, sempre con accoglienza entusiasta. Comunque, il tono timoroso del testo ha portato il gruppo ad essere soprannominato "l'erba cattiva di Leeds" da Boris Johnson oltre che a sfavorevoli paragoni con "White Riot" dei The Clash (Daily Telegraph, 12 gennaio 2006).
Nel maggio del 2007, la rivista NME ha piazzato "I predict a Riot" al trentaseiesimo posto, fra i più gradi 50 inni indie di sempre.

## Video musicale
Ne esistono due versioni: la prima, prodotta per la release originale, diretta da Charlie Paul, che mostra la band che suona di fronte ad un pubblico affollato, che inizia una guerra dei cuscini. Da notare come il video mostri Ricky Wilson che indossa una cravatta Nevile house, della Leeds Grammar School.
La seconda versione, diretta dalla svedese StyleWar, è tuttavia quella che ha guadagnato maggiore attenzione. Questa versione mostra la band che si esibisce in un paese edoardiano, attirando l'attenzione di un misterioso proprietario di uno show di fenomeni da baraccone. Successivamente si vede la band che suona in una replica affollata del The Globe Theatre.

## Tracce

### Versione iniziale
- "7:

1. "I Predict a Riot"
2. "Take My Temperature"

- CD:

1. "I Predict a Riot"
2. "Take My Temperature"
3. "Wrecking Ball"
4. "I Predict a Riot" (Enhanced Video)

### Re-issue
22 agosto 2005
- 7", CD:

1. "I Predict a Riot"
2. "Sink that Ship"

- Maxi CD:

1. "I Predict a Riot"
2. "Less is More"
3. "Everyday I Love You Less and Less (BoyzNoise Remix)"
4. "I Predict a Riot" (2005 Version, Enhanced Video)